# 埃內爾霍達爾
埃內爾霍達爾（烏克蘭語：Енергодар，羅馬化：Enerhodar，發音：[enerɦoˈdɑr]，意为“能源的供给者”），又按俄语名译为埃涅爾戈達爾（羅馬化：Energodar），是乌克兰扎波羅熱州瓦西里夫卡區埃内尔霍达尔市镇内的城市及该市镇的行政中心，2020年7月18日前为该州的州辖市，市镇的范围与城市的范围相同。该市位於卡霍夫卡水庫左岸，始建於1970年6月12日，面積63.5平方公里，海拔高度29米，2022年人口数量为52,237人。欧洲最大的核电站札波羅結核電廠和一座火力发电站位于此地。
2022年俄羅斯入侵烏克蘭期间，该市于3月4日被入侵的俄罗斯联邦武装力量占领。5月22日，俄羅斯指派出任的埃內爾霍達爾市长被炸伤。8月27日，俄罗斯和乌克兰在此发生炮战。根据俄方消息，乌军在马尔哈涅茨向扎波罗热核电站所在的本市开炮，俄军炮兵则在反击中摧毁乌军的一门M777榴弹炮。9月6日，俄方又表示，乌军再次于马尔哈涅茨向扎波罗热核电站所在的本市开炮，并被俄军炮兵压制。
2024年6月至7月，市内的变电站遭到乌克兰军队袭击（包括无人机和炮击），导致市内大部分地区断水断电。

## 图集

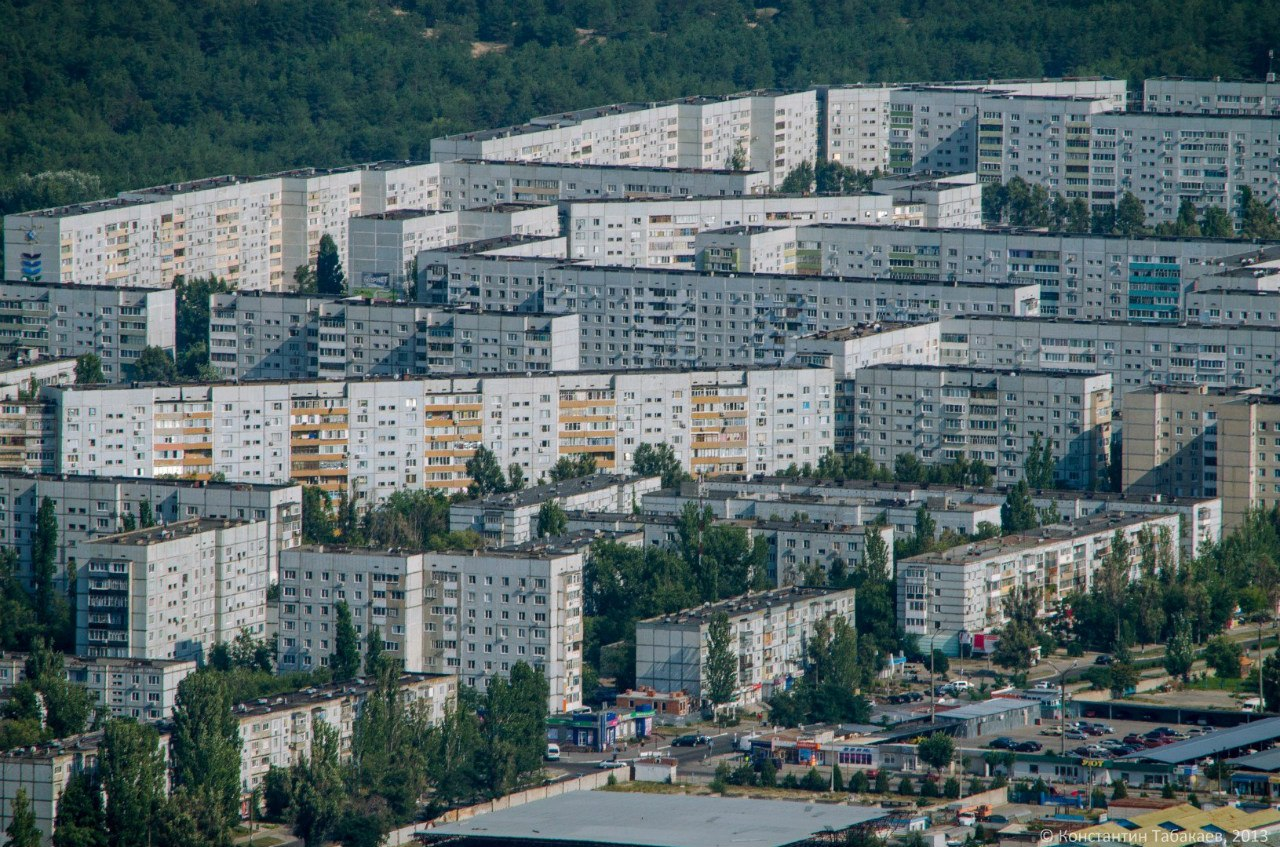
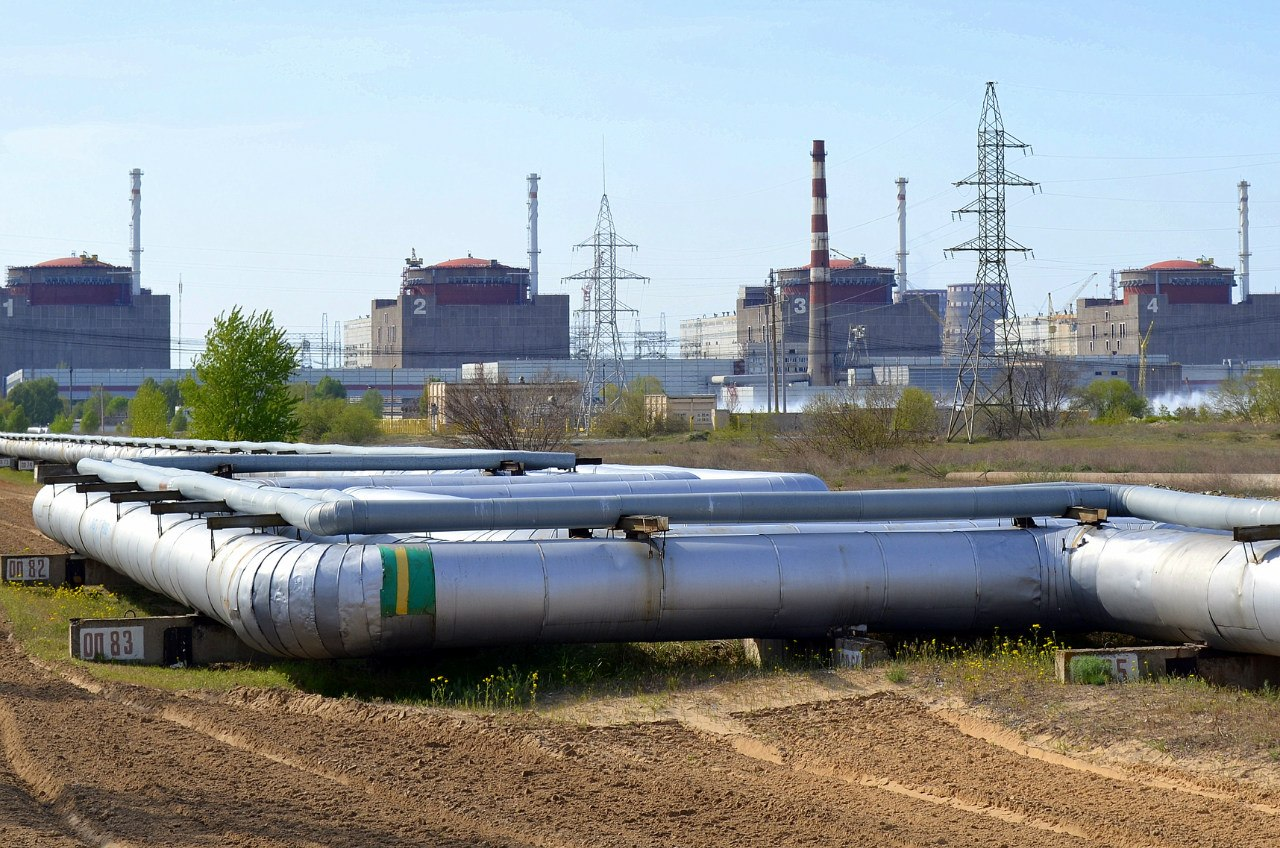
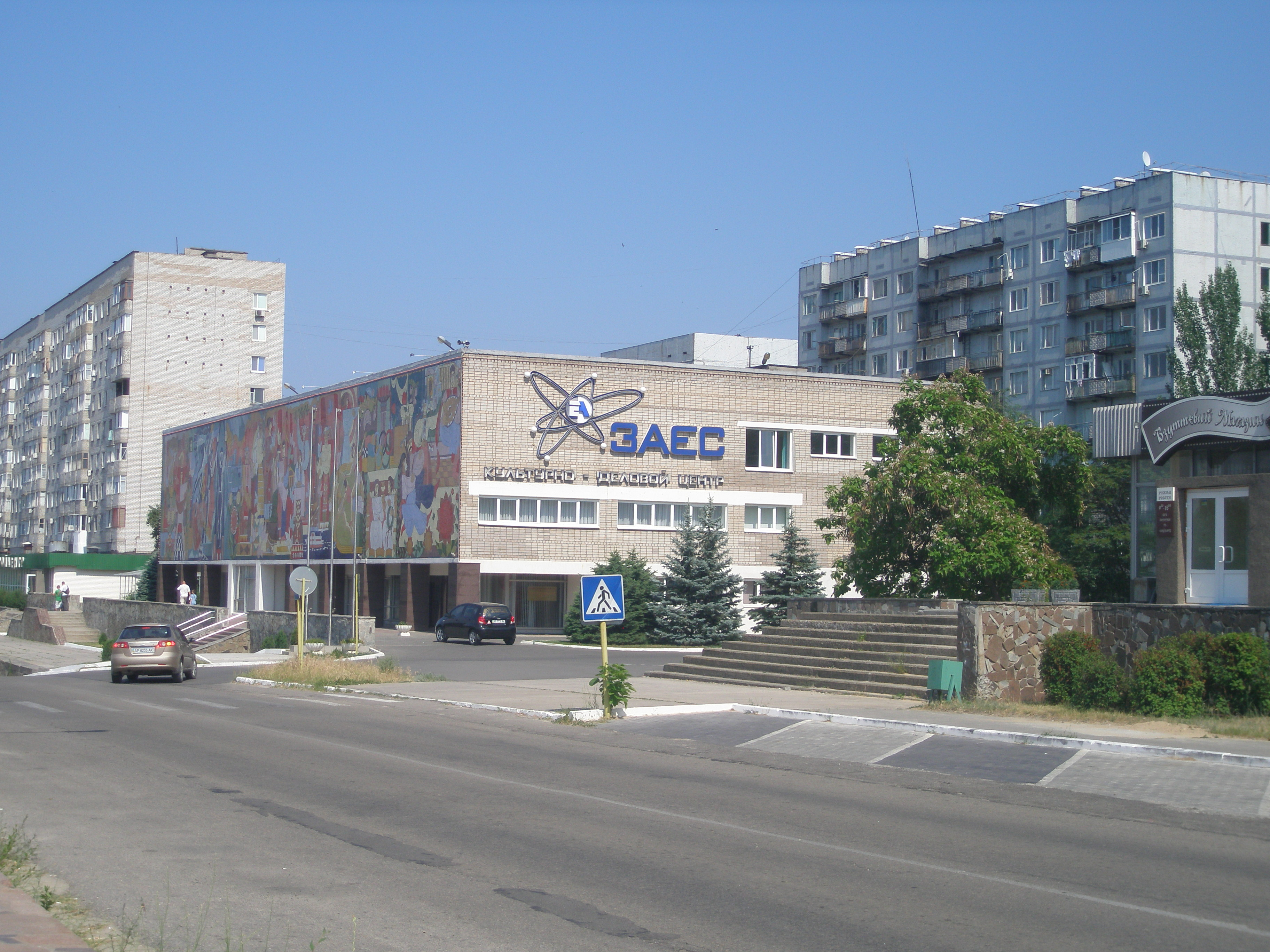
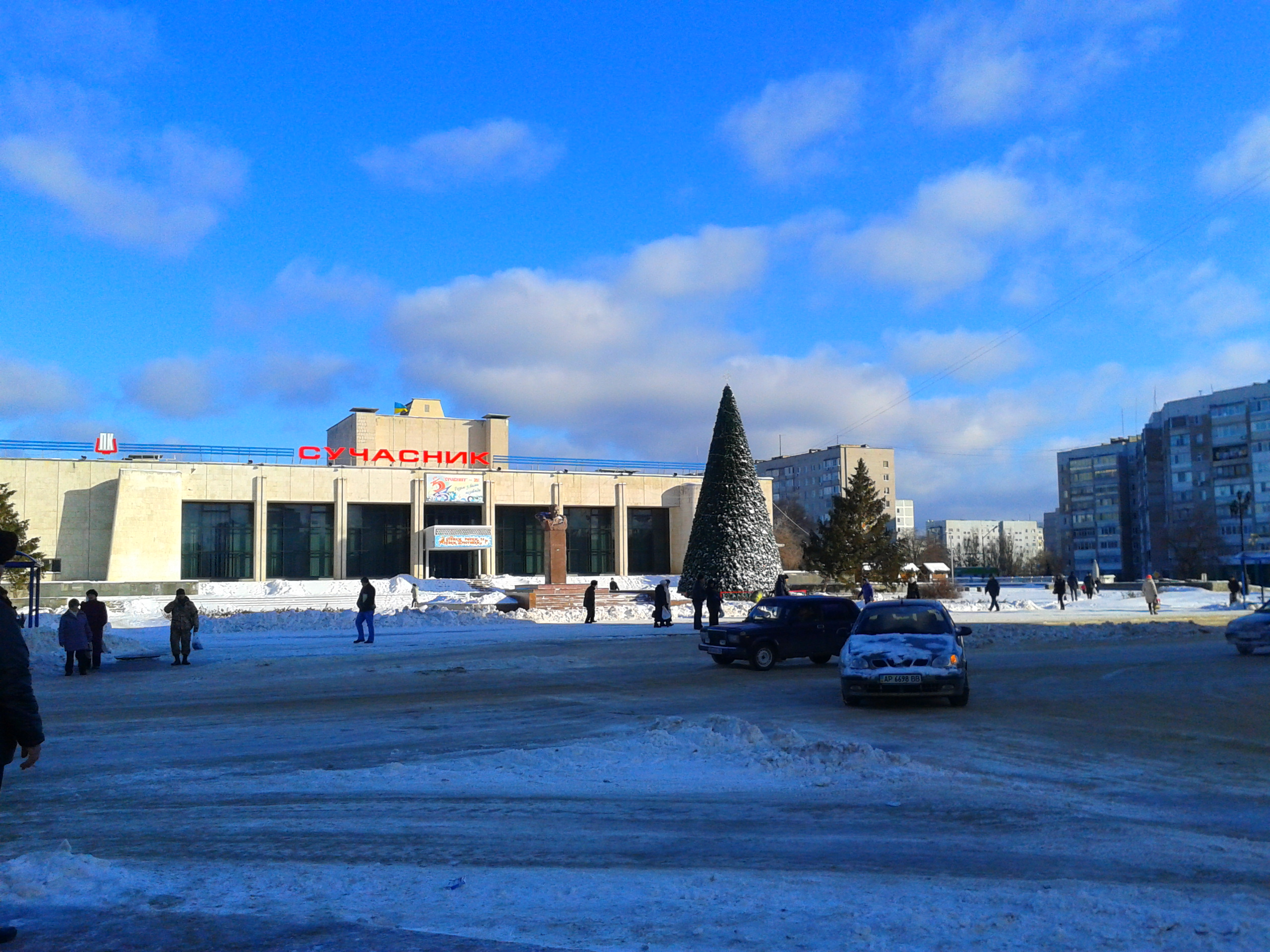
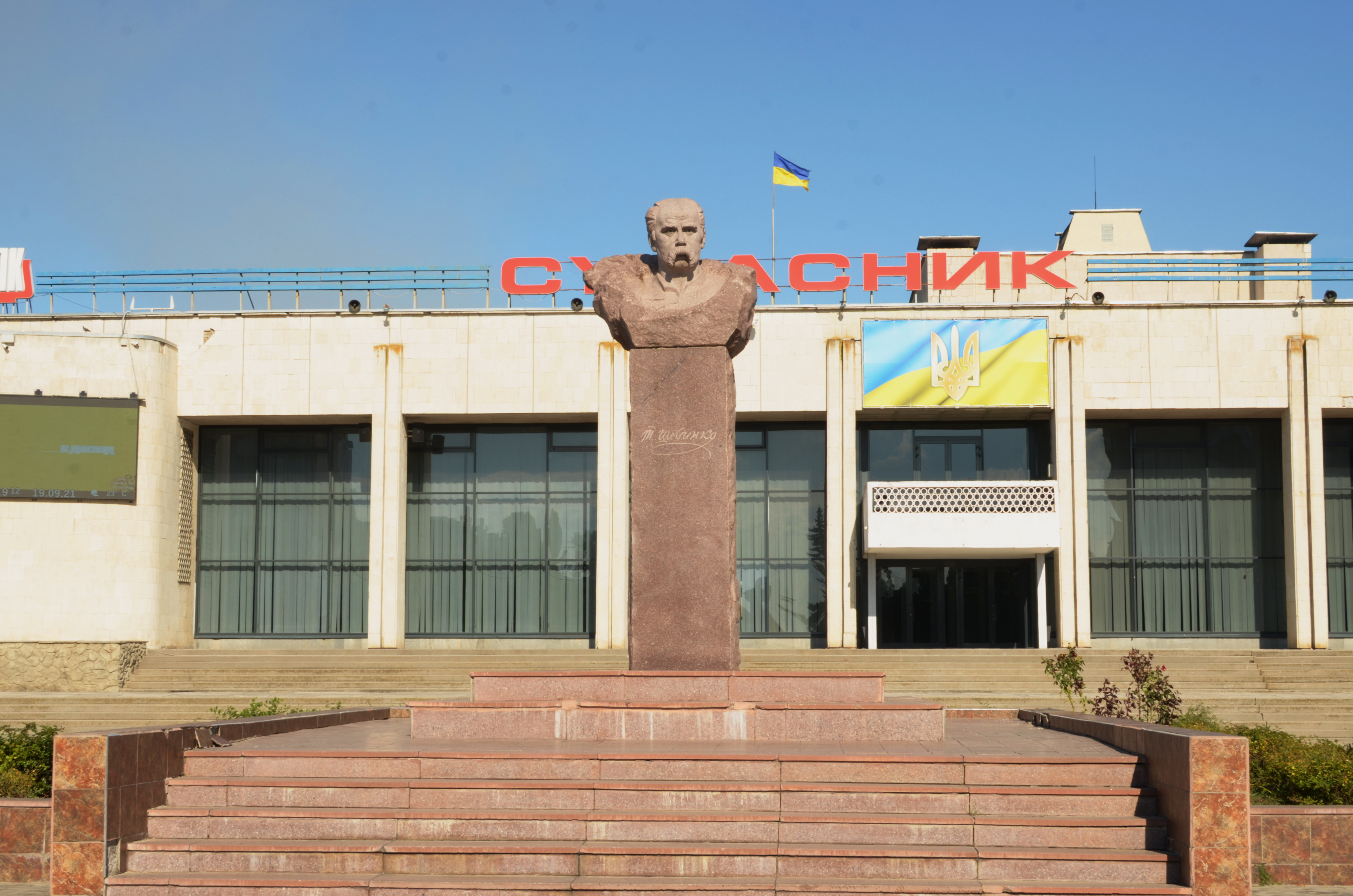
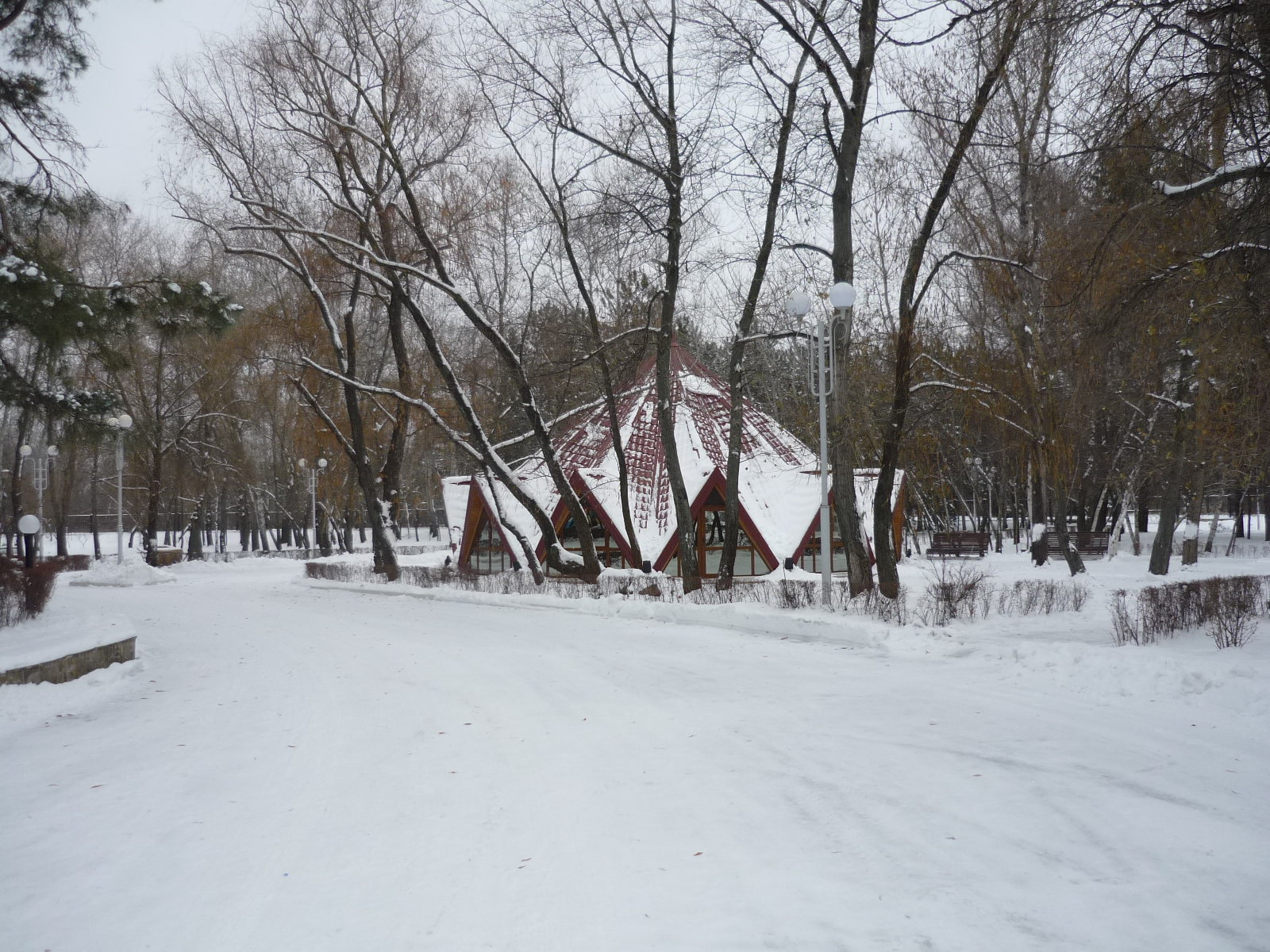
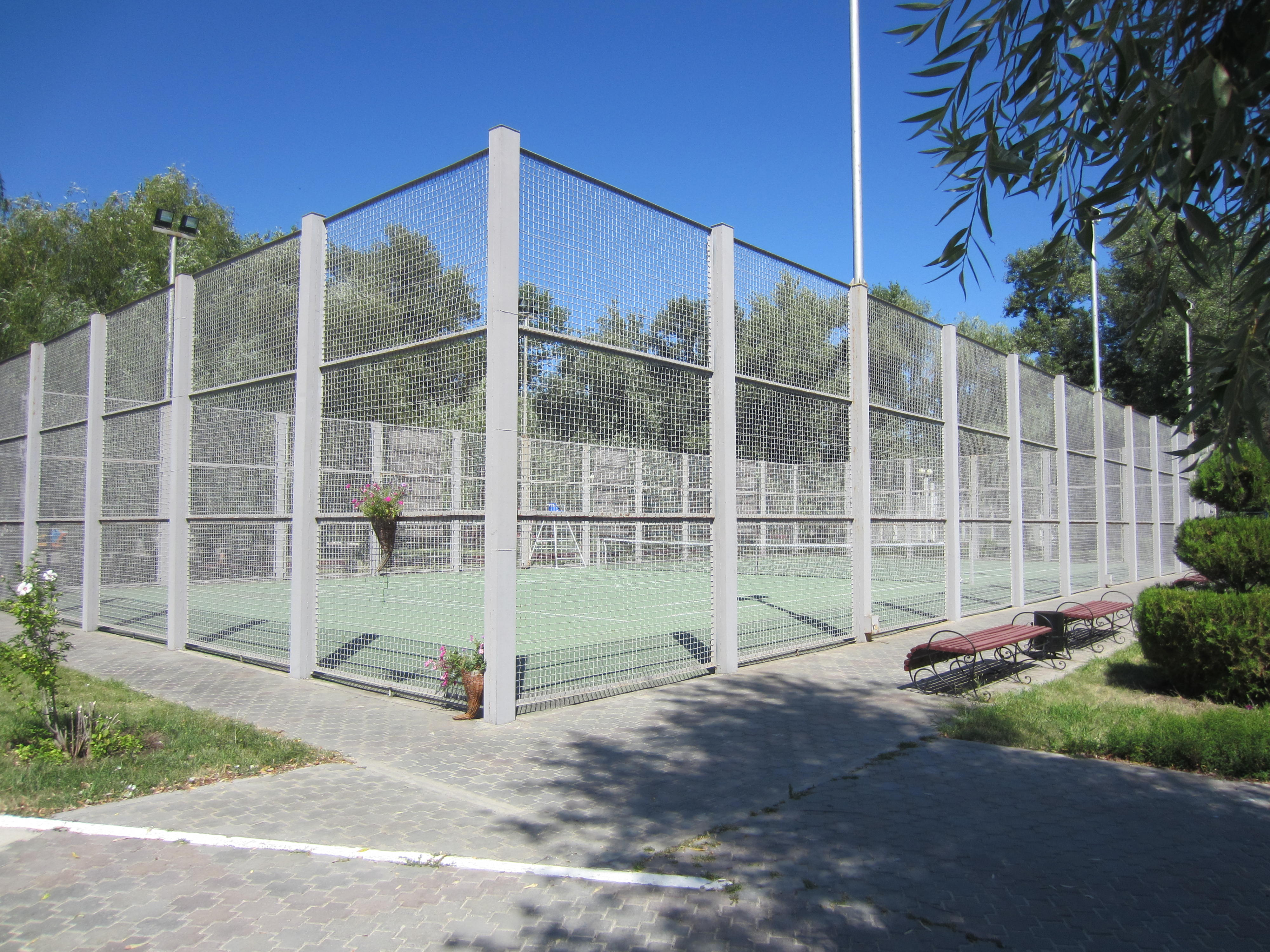
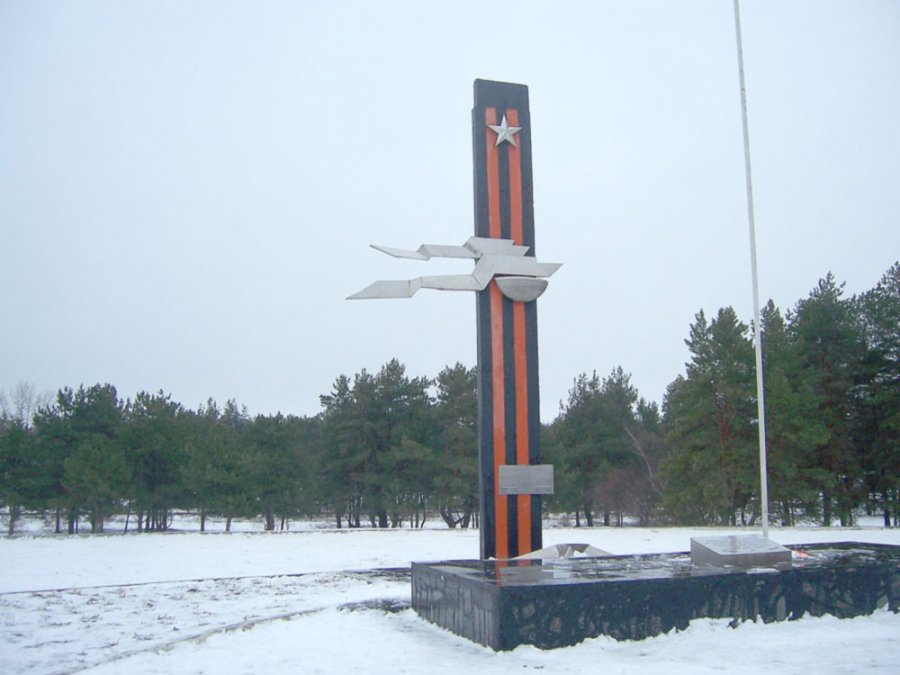
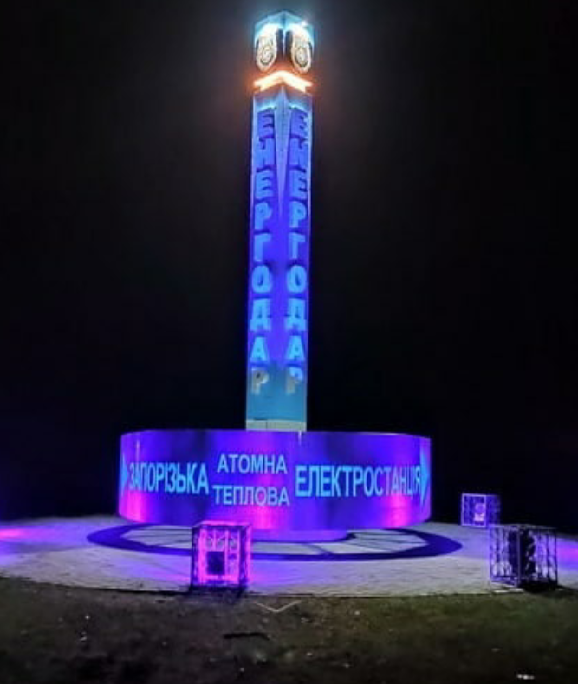
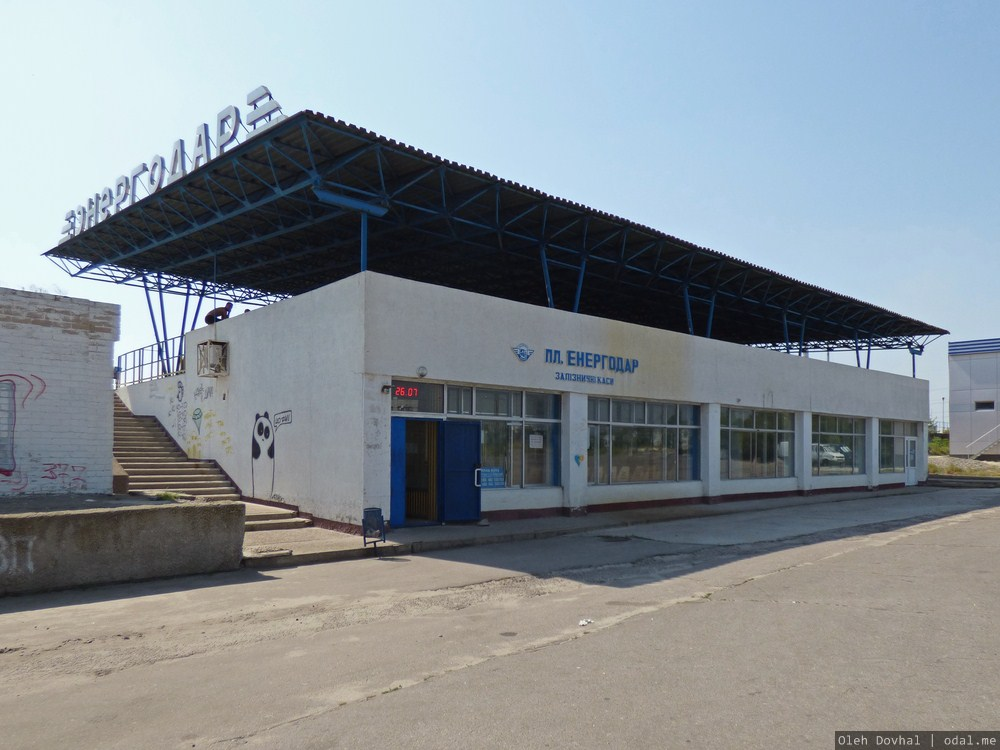